# Iran op de Olympische Zomerspelen 2000
Iran nam deel aan de Olympische Zomerspelen 2000 in Sydney, Australië. Er werden in totaal vier medailles gewonnen.

## Medailleoverzicht
| Sport         | Olympiër             | Onderdeel             | Medaille |
| ------------- | -------------------- | --------------------- | -------- |
| Gewichtheffen | Hossein Tavakkoli    | -105kg (m)            | Goud     |
| Gewichtheffen | Hossein Rezazadeh    | +105kg (m)            | Goud     |
| Worstelen     | Alireza Dabir        | -58kg vrije stijl (m) | Goud     |
| Taekwondo     | Hadi Saei Bonehkohal | -68kg (m)             | Brons    |

## Deelnemers en resultaten
(m) = mannen, (v) = vrouwen 

### Atletiek
| Olympiër           | Discipline | Resultaat | Prestatie               |
| ------------------ | ---------- | --------- | ----------------------- |
| Mehdi Jelodarzadeh | 800m (m)   | 35e       | serie 6: 6de in 1.47,91 |

### Boksen
| Olympiër              | Discipline  | Resultaat | Prestatie                                                    |
| --------------------- | ----------- | --------- | ------------------------------------------------------------ |
| Mohammad Rahim Rahimi | -51kg (m)   | 17e       | 1ste ronde: V van BUR Tou: walk-over                         |
| Bijan Batmani         | -57kg (m)   | 17e       | 1ste ronde: V van USA Juarez: scheidsrechterlijke beslissing |
| Anoushiravan Nourian  | -63,5kg (m) | 17e       | 1ste ronde: V van NGR Olusegun: walk-over                    |
| Babak Moghimi         | -67kg (m)   | 17e       | 1ste ronde: V van UZB Husanov: 5-15                          |
| Rouhollah Hosseini    | +91kg (m)   | 9e        | 1ste ronde: V van CAN Simmons: 6-11                          |

### Gewichtheffen
| Olympiër                 | Discipline | Resultaat | Prestatie                                                                  |
| ------------------------ | ---------- | --------- | -------------------------------------------------------------------------- |
| Mehdi Panzvan            | -62kg (m)  | 5e        | trekken: 4de met 140kg stoten: 7de met 162,5kg totaal: 302,5kg             |
| Shahin Nassirinia        | -77kg (m)  | DNF       | trekken: geen geldige poging                                               |
| Mohammad Hossein Barkhah | -85kg (m)  | DNF       | trekken: geen geldige poging                                               |
| Kourosh Bagheri          | -94kg (m)  | 4e        | trekken: 1ste met 187,5kg stoten: 6de met 215kg totaal: 402,5kg            |
| Hossein Tavakkoli        | -105kg (m) | Goud      | trekken: 2de met 190kg stoten: 1ste met 235kg totaal: 425kg                |
| Hossein Rezazadeh        | +105kg (m) | Goud      | trekken: 1ste met 212,5kg (WR) stoten: 1ste met 260kg totaal: 472,5kg (WR) |

### Judo
| Olympiër          | Discipline | Resultaat | Prestatie |
| ----------------- | ---------- | --------- | --- |
| Arash Miresmaeili | -66kg (m)  | 5e        | 1ste ronde: vrij 2de ronde: V van TUR Özkan: waza-ari herkansingen: W van BUL Georgiev: ippon herkansingen 2: W van CHN Zhang: ippon herkansingen 3: W van JPN Nakaura: ippon bronzen finale: V van ITA Giovinazzo: yuko |
| Kazem Sarikhani   | -81kg (m)  | 7e        | 1ste ronde: vrij 2de ronde: W van MLI Guindo: ippon 3de ronde: W van GBR Randall: waza-ari kwarfinale: V van POR Delgado: ippon herkansingen: W van AUS Kelly: ippon herkansingen 2: V van EST Budõlin: ippon            |
| Mahmoud Miran     | +100kg (m) | 20e       | 1ste ronde: vrij 2de ronde: V van GER Möller: koka |

### Kanovaren
| Olympiër     | Discipline    | Resultaat | Prestatie                 |
| ------------ | ------------- | --------- | ------------------------- |
| Nader Eivazi | K-1 500m (m)  | 29e       | serie 3: 8ste in 1.49,306 |
| Nader Eivazi | K-1 1000m (m) | 31e       | serie 2: 8ste in 3.59,767 |

### Paardensport
| Olympiër         | Discipline     | Resultaat      | Prestatie                                 |
| Springconcours   | Springconcours | Springconcours | Springconcours                            |
| ---------------- | -------------- | -------------- | ----------------------------------------- |
| Ali Nilforoushan | individueel    | 56e            | kwalificatie: 56ste met 50,50 strafpunten |

### Schietsport
| Olympiër       | Discipline           | Resultaat | Prestatie                          |
| -------------- | -------------------- | --------- | ---------------------------------- |
| Manijeh Kazemi | 10m luchtpistool (v) | 43e       | kwalificatie: 43ste met 562 punten |

### Taekwondo
| Olympiër             | Discipline | Resultaat | Prestatie |
| -------------------- | ---------- | --------- | --- |
| Hadi Saei Bonehkohal | -68kg (m)  | Brons     | voorronde: W van TPE Hsu: 5-2 kwartfinale: W van ARG Hernando: 3-0 halve finale: V van KOR Sin: 3-5 herkansingen: W van AUS Massimino: 6-5 bronzen finale: W van AUT Çalışkan: 4-2 |
| Majid Aflaki         | -80kg (m)  | 11e       | voorronde: V van CUB Matos: 2-9 |

### Tafeltennis
| Olympiër            | Discipline    | Resultaat | Prestatie                                               |
| ------------------- | ------------- | --------- | ------------------------------------------------------- |
| Majid Ehteshamzadeh | enkelspel (m) | 43e       | groep J: 3de V van NED Keen: 0-3 V van GRE Tsiokas: 0-3 |

### Wielersport
| Olympiër       | Discipline       | Resultaat | Prestatie      |
| Weg            | Weg              | Weg       | Weg            |
| -------------- | ---------------- | --------- | -------------- |
| Hossein Askari | wegwedstrijd (m) | DNF       | niet gefinisht |
| Ahad Kazemi    | wegwedstrijd (m) | DNF       | niet gefinisht |

### Worstelen
| Olympiër         | Discipline  | Resultaat   | Prestatie |
| Vrije stijl      | Vrije stijl | Vrije stijl | Vrije stijl |
| ---------------- | ----------- | ----------- | --- |
| Behnam Tayyebi   | -54kg (m)   | 13e         | groep F: 3de W van MGL Züünbayan: 3-2 V van GRE Kardanov: 0-7 V van MDA Railean: 0-2                                                                                                |
| Alireza Dabir    | -58kg (m)   | Goud        | groep A: 1ste W van GBS Embalo: 10-0 W van CAN Sissaouri: 3-0 kwartfinale: W van MGL Pürevbaatar: 5-2 halve finale: W van USA Brands: 6-4 finale: W van UKR Buslovych: 3-0          |
| Mohammad Talaei  | -63kg (m)   | 4e          | groep C: 1ste W van USA Kolat: 5-4 W van UZB Islamov: knock-out kwartfinale: W van ARM Hayrapetyan: 3-2 halve finale: V van BUL Barzakov: 0-4 bronzen finale: V van KOR Jang: 2-12  |
| Amir Tavakkolian | -69kg (m)   | 10e         | groep A: 2de W van GEO Bedineishvili: 5-4 V van CAN Igali: 2-2 |
| Pejman Dorostkar | -76kg (m)   | 12e         | groep B: 2de W van MGL Mönkhbayar: 3-0 V van KAZ Laliyev: 1-3 |
| Amir Reza Khadem | -85kg (m)   | 4e          | groep F: 1ste W van ROU Ghiță: 5-3 W van CIV Aka-Akesse: 4-0 W van HUN Kapuvári: 5-3 kwartfinale: vrij halve finale: V van CUB Romero: 0-3 bronzen finale: V van MKD Ibragimov: 1-4 |
| Alireza Heidari  | -97kg (m)   | 6e          | groep B: 1ste W van SUI Scherrer: 7-1 W van TUR Doğu: 6-1 kwartfinale: V van GEO Kurtanidze: 0-1 5-6de plek: V van GRE Xanthopoulos: walk-over                                      |
| Abbas Jadidi     | -130kg (m)  | 4e          | groep F: 1ste W van GRE Topalidis: 9-1 W van GEO Modebadze: 4-0 kwartfinale: vrij halve finale: V van RUS Musulbes: 0-3 bronzen finale: V van CUB Rodríguez: 0-1                    |
| Grieks-Romeins   |             |             | |
| Hassan Rangraz   | -54kg (m)   | 14e         | groep C: 2de W van CZE Švehla: 8-2 V van CHN Wang: 2-8 |
| Ali Ashkani      | -58kg (m)   | 5e          | groep B: 1ste W van HUN Majoros: 5-1 W van GEO Guliashvili: 7-0 kwartfinale: V van KOR Kim: 1-3 5-6de plek: W van USA Gruenwald: 3-2                                                |
| Parviz Zeidvand  | -54kg (m)   | 16e         | groep C: 3de V van AZE Dugushiev: 0-5 V van FIN Lappalainen: 1-2 |

### Zwemmen
| Olympiër            | Discipline          | Resultaat | Prestatie             |
| ------------------- | ------------------- | --------- | --------------------- |
| Hamid Reza Mobarrez | 100m vrije slag (m) | 65e       | serie 2: 2de in 54,12 |

Albanië · Algerije · Amerikaanse Maagdeneilanden · Amerikaans-Samoa · Andorra · Angola · Antigua en Barbuda · Argentinië · Armenië · Aruba · Australië · Azerbeidzjan · Bahama's · Bahrein · Bangladesh · Barbados · België · Belize · Benin · Bermuda · Bhutan · Bolivia · Bosnië en Herzegovina · Botswana · Brazilië · Britse Maagdeneilanden · Brunei · Bulgarije · Burkina Faso · Burundi · Cambodja · Canada · Centraal-Afrikaanse Republiek · Chili · China · Chinees Taipei · Colombia · Comoren · Congo-Brazzaville · Congo-Kinshasa · Cookeilanden · Costa Rica · Cuba · Cyprus · Denemarken · Djibouti · Dominica · Dominicaanse Republiek · Duitsland · Ecuador · Egypte · El Salvador · Equatoriaal-Guinea · Eritrea · Estland · Ethiopië · Fiji · Filipijnen · Finland · Frankrijk · Gabon · Gambia · Georgië · Ghana · Grenada · Griekenland · Groot-Brittannië · Guam · Guatemala · Guinee · Guinee‑Bissau · Guyana · Haïti · Honduras · Hongarije · Hongkong · Ierland · IJsland · India · Indonesië · Irak · Iran · Israël · Italië · Ivoorkust · Jamaica · Japan · Jemen · Joegoslavië · Jordanië · Kaaimaneilanden · Kaapverdië · Kameroen · Kazachstan · Kenia · Kirgizië · Koeweit · Kroatië · Laos · Lesotho · Letland · Libanon · Liberia · Libië · Liechtenstein · Litouwen · Luxemburg · Macedonië · Madagaskar · Malawi · Malediven · Maleisië · Mali · Malta · Marokko · Mauritanië · Mauritius · Mexico · Micronesië · Moldavië · Monaco · Mongolië · Mozambique · Myanmar · Namibië · Nauru · Nederland · Nederlandse Antillen · Nepal · Nicaragua · Nieuw-Zeeland · Niger · Nigeria · Noord-Korea · Noorwegen · Oeganda · Oekraïne · Oezbekistan · Oman · Oostenrijk · Pakistan · Palau · Palestina · Panama · Papoea-Nieuw-Guinea · Paraguay · Peru · Polen · Portugal · Puerto Rico · Qatar · Roemenië · Rusland · Rwanda · Saint Kitts en Nevis · Saint Lucia · Saint Vincent en Grenadines · Salomonseilanden · Samoa · San Marino ·  Sao Tomé en Principe · Saoedi-Arabië · Senegal · Seychellen · Sierra Leone · Singapore · Slovenië · Slowakije · Soedan · Somalië · Spanje · Sri Lanka · Suriname · Swaziland · Syrië · Tadzjikistan · Tanzania · Thailand · Togo · Tonga · Trinidad en Tobago · Tsjaad · Tsjechië · Tunesië · Turkije · Turkmenistan · Uruguay · Vanuatu · Venezuela · Verenigde Arabische Emiraten · Verenigde Staten · Vietnam · Wit-Rusland · Zambia · Zimbabwe · Zuid-Afrika · Zuid-Korea · Zweden · Zwitserland · Individuele olympische atleten